# Monographis demangei
Monographis demangei är en mångfotingart som beskrevs av Nguyen Duy-Jacquemin och Bruno Condé 1967. Monographis demangei ingår i släktet Monographis och familjen penseldubbelfotingar. Inga underarter finns listade i Catalogue of Life.